# Valdecarros
Valdecarros ist ein kleiner Ort und eine westspanische Gemeinde (municipio) mit 310 Einwohnern (Stand: 2024) in der Provinz Salamanca in der Autonomen Gemeinschaft Kastilien-León. 

## Lage
Valdecarros liegt etwa 29 Kilometer südsüdöstlich von Salamanca in einer Höhe von 885 m.

## Bevölkerungsentwicklung
| Jahr      | 1900 | 1950 | 1960 | 1970 | 1981 | 1991 | 2001 | 2011 | 2021 |
| Einwohner | 811  | 1081 | 931  | 619  | 534  | 497  | 442  | 385  | 328  |

## Sehenswürdigkeiten
- Vinzenzkirche (Iglesia de San Vicente Mártir)

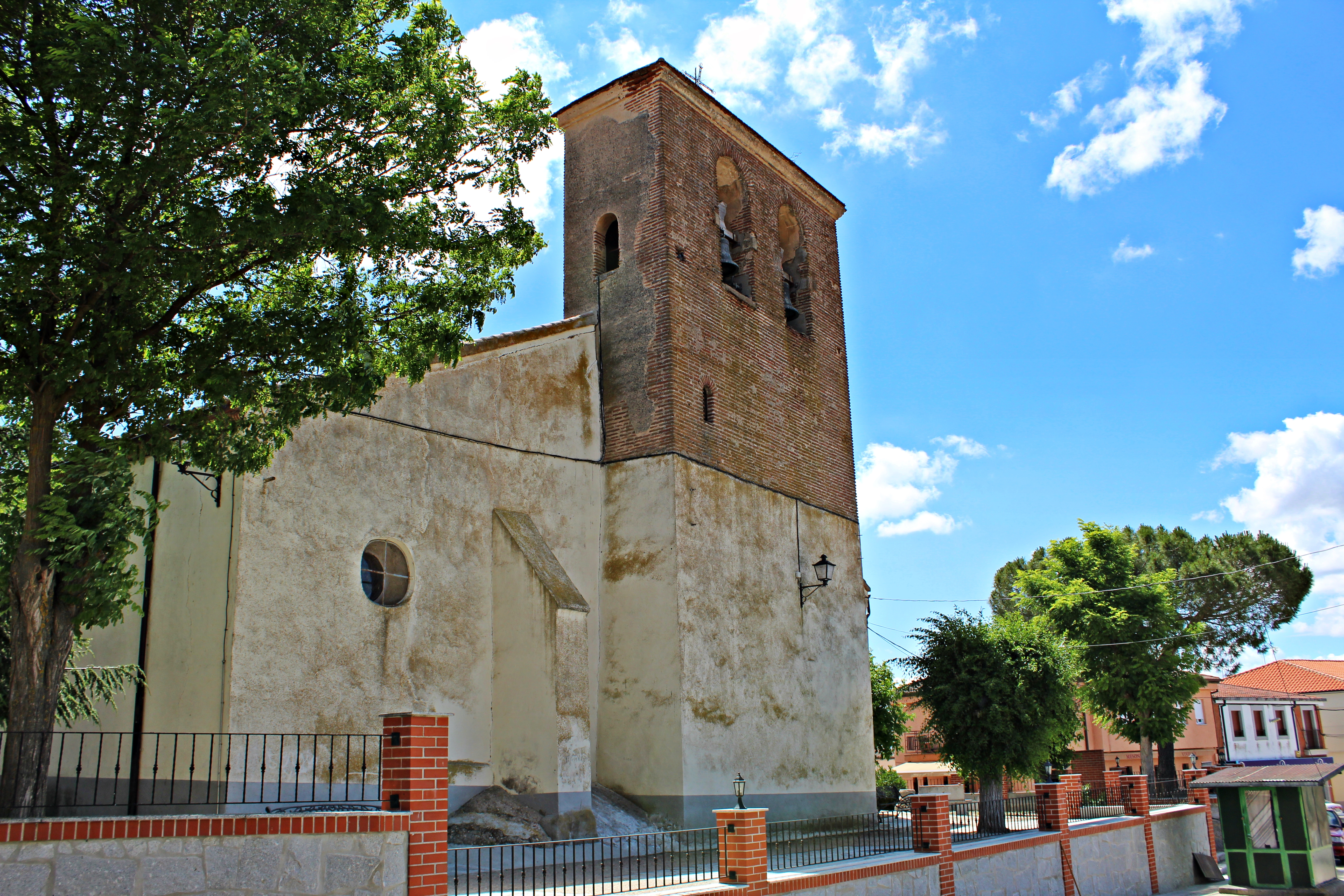
Vinzenzkirche
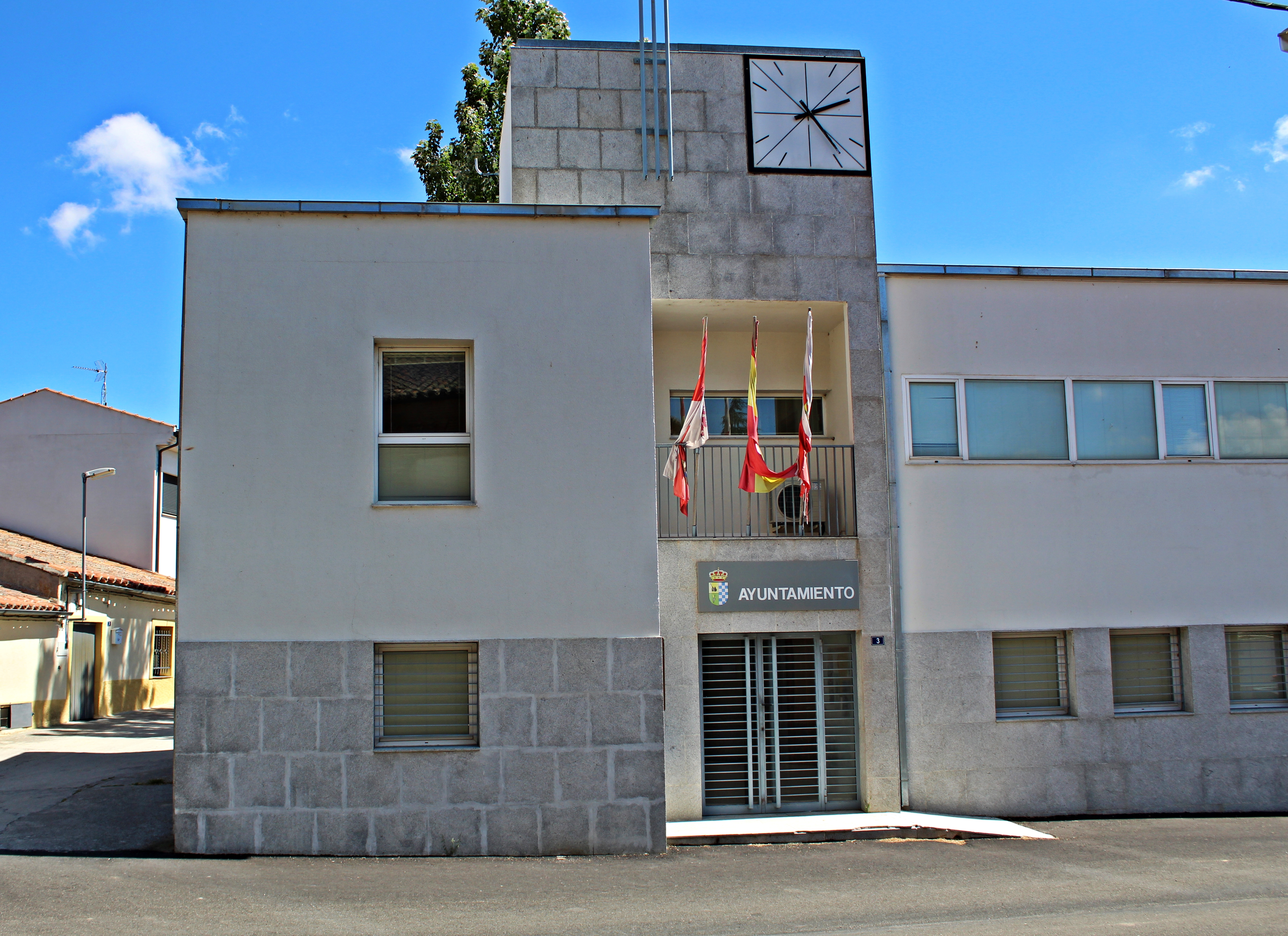
Rathaus